# Marianela Astudillo
Marianela Astudillo es una deportista venezolana que compitió en judo. Ganó tres medallas en el Campeonato Panamericano de Judo entre los años 1997 y 2000.

## Palmarés internacional
| Campeonato Panamericano | Campeonato Panamericano  | Campeonato Panamericano | Campeonato Panamericano |
| Año                     | Lugar                    | Medalla                 | Categoría               |
| ----------------------- | ------------------------ | ----------------------- | ----------------------- |
| 1997                    | Guadalajara (México)     | Medalla de bronce       | –66 kg                  |
| 1999                    | Montevideo (Uruguay)     | Medalla de oro          | –78 kg                  |
| 2000                    | Orlando (Estados Unidos) | Medalla de bronce       | –78 kg                  |